# Ernst Büttner
Ernst August Büttner (* 19. Februar 1881 in Hannover; † 22. August 1955 ebenda) war ein deutscher Lehrer (Oberstudienrat), Heimatforscher und Landeshistoriker.

## Leben
Ernst Büttner wurde in der Gründerzeit des Deutschen Kaiserreichs im Jahr 1881 im hannoverschen Henriettenstift geboren als Sohn des dort als Pastor und Direktor tätigen Theologen Johannes Samuel Büttner und der Adelheid, geborene Hohorst. Ab 1887 besuchte er die Vorschule, von 1891 an das Gymnasium des hannoverschen Lyceum I. Ab Ostern 1898 besuchte er das Augusta-Viktoria-Gymnasium in Linden über, wo er Ostern 1901 sein Abitur bestand. Anschließend absolvierte er bis April 1902 einen Militärdienst als Einjährig-Freiwilliger im 2. Kurhessischen Infanterie-Regiment Nr. 82 zu Göttingen, während er zugleich bei der philosophischen Fakultät der Universität Göttingen für das Studium der Geschichte eingeschrieben war. Bis 1908 studierte Büttner zudem die Fächer Erdkunde und Religion. Im Jahre 1908 wurde er in Göttingen mit seiner Dissertation zum Thema Der Krieg des Markgrafen Albrecht Alcibiades in Franken 1552-1555 promoviert.
Nach einem kurzen Referendariat in Kassel wurde Büttner 1913 Lehrer an der hannoverschen Bismarckschule. Abgesehen von einer Unterbrechung im Ersten Weltkrieg, an dem er von Anfang bis Ende im Einsatz an der Front teilnahm, gehörte Büttner dem Lehrerkollegium der Bismarckschule bis zu seiner Pensionierung an, seit 1928 als Oberstudienrat.

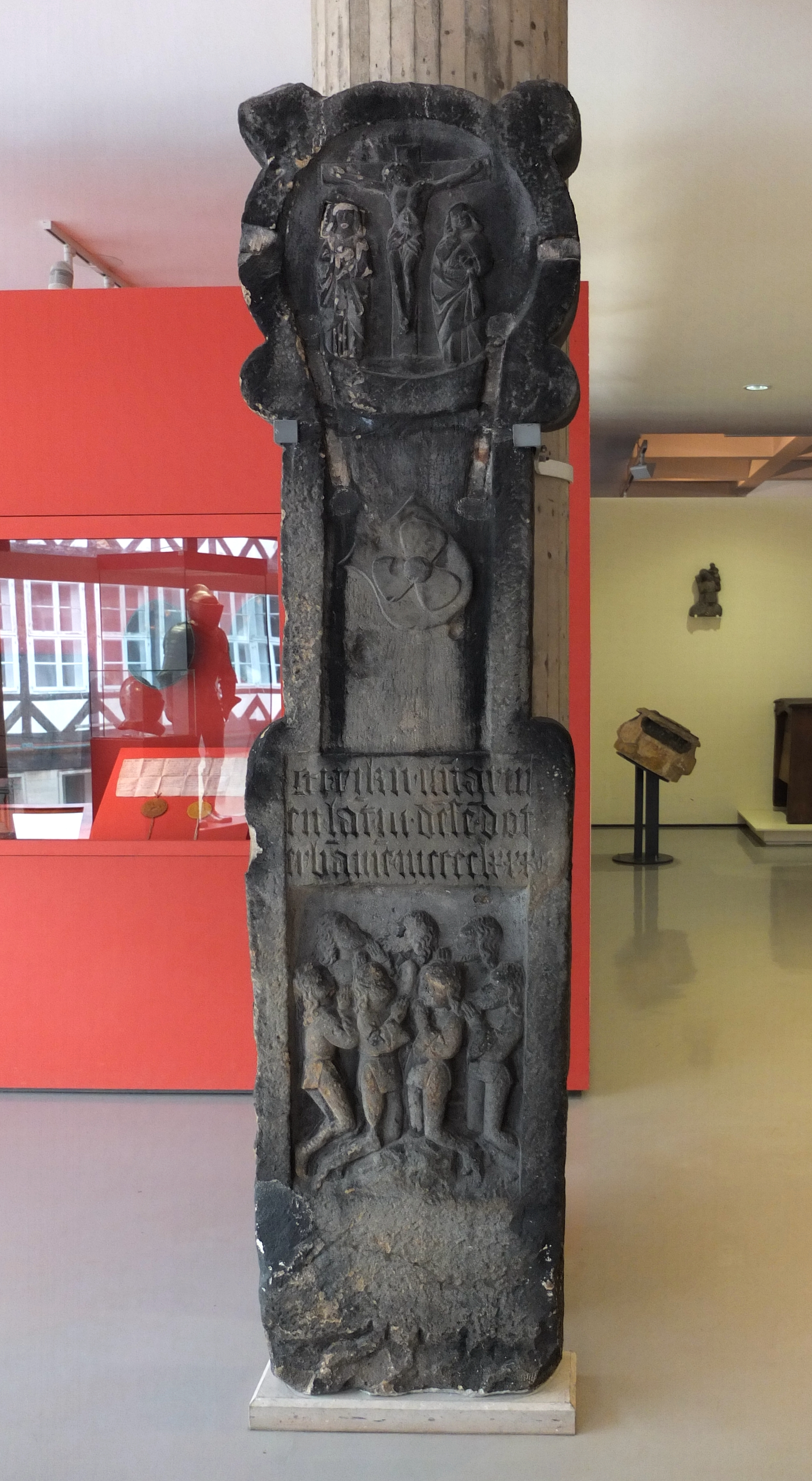
Dem Siebenmännerstein wollte Büttner entgegen eigener Einsicht als „Kriegerdenkmal“ eine Durchhalteparole abringen „bis zum bitteren Ende“

Zur Zeit des Nationalsozialismus und mitten im Zweiten Weltkrieg war Büttner neben dem Journalisten Georg Friedrich Konrich und dem Kirchenjuristen Walther Lampe einer der Hauptakteure der „Gedenkstunde zum 24. November 1490“ anlässlich der 450sten Wiederkehr des durch Cord Borgentrick vereitelten Überfalls durch Herzog Heinrichs des Älteren zu Braunschweig und Lüneburg auf die Stadtbefestigung Hannovers. Büttners hielt die anscheinend nicht publizierte Festrede Fehde und Freiheit – Hannovers Spartaner im Rahmen der Stadt-, Landes- und Reichsgeschichte, durch die der er offenbar einen Zusammenhang zwischen der Historie mit der seinerzeitig aktuellen Kriegsgegenwart herstellen wollte. Entgegen eigener Einsicht versuchte Büttner dem Siebenmännerstein als Kriegerdenkmal eine „Durchhalteparole“ abzuringen mit der Aufforderung, „auszuharren bis zum bitteren Ende“. Diese propagierte Einstellung Büttners trug jedoch „mit bei zur völligen Vernichtung der alten Stadt“ während der bald folgenden Luftangriffe auf Hannover. An seinen eigenen Beitrag daran wollte sich der Festredner rund ein Jahrzehnt jedoch offenbar nicht mehr erinnern.
Büttner investierte Jahrzehnte seines Lebens in die Regestierung der Urkunden aus der Geschichte der Stadt Hannover und steht in Beziehung mit der durch den Archivar und Historiker Karl Friedrich Leonhardt vorgenommenen Neuinventarisierung der Urkundenbestände im Stadtarchiv Hannover.
Ernst Büttner starb 1955 am Ort seiner Geburt – im Henriettenstift.

## Schriften (Auswahl)
- Der Krieg des Markgrafen Albrecht Alcibiades in Franken 1552-1555. Dissertation Universität Göttingen 1908.
- (Hrsg.): Quellenhefte zur niedersächsischen Geschichte, Lax, Hildesheim [ohne Jahr]
- Von deutscher Corpsethik. Zum Wiederaufbau (= Schriften der Deutschen Corpszeitung, Nr. 2), Verlag der Deutschen Corpszeitung, Frankfurt am Main 1922
- Kulturbilder aus dem mittelalterlichen Hannover in Quellen und Urkunden (= Alt-Hannover. Beiträge zur Kultur und Geschichte der Stadt Hannover, Bd. 1), Culemannsche Buchdruckerei und Verlagsanstalt, Hannover 1926
- in Hermann Pinnow (Hrsg.), Ernst Bux: Lehrbuch der Geschichte für die Mittelstufe,
  - Anhang Teil 2: Abriss der Geschichte Niedersachsens, Bd. 1 (= Teubners geschichtliches Unterrichtswerk für höhere Lehranstalten, Bd. [7]), 3. Auflage, Teubner, Leipzig / Berlin 1930
  - Ausgabe A: Vorwiegend für Preußen / Heimatanhang: Geschichte Niedersachsens (besonders Hannovers und Braunschweigs) in Einzelbildern (= Teubners geschichtliches Unterrichtswerk für höhere Lehranstalten, Bd. [5]), Teil 3: Von 1815 bis zur Gegenwart, Teubner, Leipzig / Berlin 1932 [1934]
- Geschichte Niedersachsens (besonders Hannovers und Braunschweigs), erschien gleichzeitig als Heimatanhang zu Teubners geschichtlichem Unterrichtswerk, Teubne, Leipzig / Berlin 1931
- Deutsche Geschichte von der Urzeit bis 1648 für die Mittelstufe (= Geschichtswerk für höhere Schulen in Verb. mit Schulmännern u. Universitätsprofessoren, Bd. 3), Oldenbourg, München / Berlin: Oldenbourg, 1932
- Die Kirche im spätmittelalterlichen Hannover. Organisation und Geist, in: Zeitschrift der Gesellschaft für niedersächsische Kirchengeschichte, 38, 1933
- Hannover, die Hauptstadt Niedersachsens (Reihe Franckhs Chroniken deutscher Städte). Franckh, Stuttgart, 1937
  - mit dem Untertitel Historischer Führer durch die alte Stadt und ihre Geschichte als Nachdruck der Original-Ausgabe von 1937: Severus-Verlag, Hamburg, 2012, ISBN 978-3-86347-337-2
- Die Stadtgemeinde Hannover und ihre geschichtliche und administrative Entwicklung. In: Hannover. Bild, Entwicklungsgang und Bedeutung der niedersächsischen Hauptstadt. Zum 700jährigen Jubiläum der Stadt Hannover, Hahn, Hannover 1942, S. 259
- Hannover, die Haupt- und Messestadt im Lande Niedersachsen. Ihre Geschichte von den ältesten Anfängen bis in unsere Tage dargestellt,  Hannoverland-Verlag, Hannover-Waldhausen 1951